# العلاقات العمانية الهندوراسية
العلاقات العمانية الهندوراسية هي العلاقات الثنائية التي تجمع بين سلطنة عمان وهندوراس.

## مقارنة بين البلدين
هذه مقارنة عامة ومرجعية للدولتين:
| وجه المقارنة                                              | سلطنة عمان    | هندوراس          |
| --------------------------------------------------------- | ------------- | ---------------- |
| المساحة (كم2)                                             | 309.50 ألف    | 112.49 ألف       |
| عدد السكان (نسمة)                                         | 4.64 مليون    | 9.27 مليون       |
| الكثافة السكانية (ن./كم²)                                 | 14.99         | 82.41            |
| العاصمة                                                   | مسقط          | تيغوسيغالبا      |
| اللغة الرسمية                                             | اللغة العربية | اللغة الإسبانية  |
| العملة                                                    | ريال عماني    | لمبيرة هندوراسية |
| الناتج المحلي الإجمالي (بليون دولار)                      | 72.64 مليار   | 22.98 مليار      |
| الناتج المحلي الإجمالي (تعادل القوة الشرائية) بليون دولار | 179.49 مليار  | 41.14 مليار      |
| الناتج المحلي الإجمالي الاسمي للفرد دولار أمريكي          | 15.55 ألف     | 2.53 ألف         |
| الناتج المحلي الإجمالي للفرد دولار أمريكي                 | 38.63 ألف     | 4.91 ألف         |
| مؤشر التنمية البشرية                                      | 0.793         | 0.606            |
| رمز المكالمات الدولي                                      | +968          | +504             |
| رمز الإنترنت                                              | عمان          | .hn              |
| المنطقة الزمنية                                           | ت ع م+04:00   | 00               |

## منظمات دولية مشتركة
يشترك البلدان في عضوية مجموعة من المنظمات الدولية، منها:
| علم المنظمة | اسم المنظمة                               | تاريخ انضمام سلطنة عمان | تاريخ انضمام هندوراس |
| ----------- | ----------------------------------------- | ----------------------- | -------------------- |
|             | مؤسسة التنمية الدولية                     | 1973                    | 23 ديسمبر 1960       |
|             | يونسكو                                    | 10 فبراير 1972          | 16 ديسمبر 1947       |
|             | وكالة ضمان الاستثمار متعدد الأطراف        | 1989                    | 30 يونيو 1992        |
|             | الأمم المتحدة                             | 7 أكتوبر 1971           | 17 ديسمبر 1945       |
|             | الفريق المعني برصد الأرض                  | ?                       | ?                    |
|             | الاتحاد البريدي العالمي                   | ?                       | ?                    |
|             | البنك الدولي للإنشاء والتعمير             | 1971                    | 27 ديسمبر 1945       |
|             | الاتحاد الدولي للاتصالات                  | 28 أبريل 1972           | 27 أكتوبر 1925       |
|             | منظمة حظر الأسلحة الكيميائية              | ?                       | ?                    |
|             | مؤسسة التمويل الدولية                     | 1973                    | 20 يوليو 1956        |
|             | المركز الدولي لتسوية المنازعات الاستشارية | 1995                    | 16 مارس 1989         |
|             | منظمة التجارة العالمية                    | 2000                    | ?                    |
|             | منظمة الشرطة الجنائية الدولية             | ?                       | ?                    |

## وصلات خارجية
- موقع وزارة الخارجية العمانية
- موقع وزارة الخارجية الهندوراسية